# Nashville 420 1976
Nashville 420 1976 var ett stockcarlopp ingående i Nascar Winston Cup Series (nuvarande Nascar Cup Series) som kördes 17 juli 1976 på den 0,596 mile (959,170 meter) långa ovalbanan Nashville Speedway i Nashville i Tennessee. Totalt avverkades 250.320 miles (402.851 km) fördelat på 420 varv. Banunderlaget var asfalt. Loppet vanns av Benny Parsons i en Chevrolet på tiden 2:52.49 körande för DeWitt Racing. Parsons snitthastighet var 86,908 mph. Prispotten uppgick till 54 950 dollar, varav 8 315 dollar gick till segraren.

## Resultat
| Plc     | Nr | Förare            | Team/ bilägare              | Konstruktör | Start | Varv | Ledda varv |
| ------- | -- | ----------------- | --------------------------- | ----------- | ----- | ---- | ---------- |
| 1       | 72 | Benny Parsons     | DeWitt Racing               | Chevrolet   | 6     | 420  | 94         |
| 2       | 43 | Richard Petty     | Petty Enterprises           | Dodge       | 2     | 420  | 79         |
| 3       | 88 | Darrell Waltrip   | DiGard Motorsports          | Chevrolet   | 7     | 420  | 0          |
| 4       | 54 | Lennie Pond       | Elder-Ranier                | Chevrolet   | 9     | 419  | 22         |
| 5       | 11 | Cale Yarborough   | Junior Johnson & Associates | Chevrolet   | 3     | 418  | 5          |
| 6       | 71 | Dave Marcis       | K&K Insurance Racing        | Dodge       | 5     | 418  | 0          |
| 7       | 2  | Bobby Allison     | Penske Racing South         | Mercury     | 1     | 415  | 0          |
| 8       | 14 | Coo Coo Marlin    | Cunningham-Kelley           | Chevrolet   | 19    | 406  | 0          |
| 9       | 92 | Skip Manning      | Hagan Enterprises           | Chevrolet   | 20    | 402  | 0          |
| 10      | 36 | Bobby Wawak       | Gwinn-Wawak                 | Chevrolet   | 24    | 398  | 0          |
| 11      | 48 | James Hylton      | Hylton Engineering          | Chevrolet   | 23    | 395  | 0          |
| 12      | 79 | Frank Warren      | Warren Racing               | Dodge       | 21    | 388  | 0          |
| 13      | 70 | J.D. McDuffie     | McDuffie Racing             | Chevrolet   | 15    | 388  | 0          |
| 14      | 10 | Bill Elliott      | Champion Racing             | Ford        | 18    | 386  | 0          |
| 15      | 7  | Cecil Gordon      | Dalton Racing               | Chevrolet   | 14    | 385  | 0          |
| 16      | 05 | David Sisco       | Sisco Racing                | Chevrolet   | 13    | 385  | 0          |
| 17      | 40 | D.K. Ulrich       | J.R. DeLotto                | Chevrolet   | 12    | 382  | 0          |
| 18      | 87 | Walter Wallace    | Donald Green                | Chevrolet   | 29    | 378  | 0          |
| 19      | 95 | Gary Myers        | Junior Miller Racing        | Chevrolet   | 30    | 371  | 0          |
| 20      | 45 | Walter Ballard    | Price Racing                | Chevrolet   | 28    | 369  | 0          |
| 21      | 25 | Dick May          | Robertson Racing            | Chevrolet   | 27    | 368  | 0          |
| 22      | 30 | Terry Bivins      | Ballard Racing              | Chevrolet   | 8     | 365  | 0          |
| 23      | 15 | Buddy Baker       | Bud Moore Engineering       | Ford        | 4     | 331  | 220        |
| 24      | 52 | Jimmy Means       | Means Racing                | Chevrolet   | 25    | 323  | 0          |
| 25      | 8  | Ed Negre          | Negre Racing                | Dodge       | 17    | 290  | 0          |
| 26      | 67 | Buddy Arrington   | Arrington Racing            | Dodge       | 16    | 226  | 0          |
| 27      | 47 | Bruce Hill        | Hill Racing                 | Chevrolet   | 11    | 111  | 0          |
| 28      | 3  | Richard Childress | Richard Childress Racing    | Chevrolet   | 10    | 77   | 0          |
| 29      | 64 | Dick Brooks       | Langley-Woodfield Racing    | Ford        | 22    | 45   | 0          |
| 30      | 18 | Joe Frasson       | Frasson Racing              | Chevrolet   | 26    | 1    | 0          |
| Källor: |    |                   |                             |             |       |      |            |